# Cynewulf
Cynewulf war ein christlich-religiöser Dichter, der vermutlich gegen Anfang des 9. Jahrhunderts im englischen Königreich Northumbria oder Mercia lebte. Obwohl sonst so gut wie nichts über ihn bekannt ist, können ihm aufgrund seiner Runen-Signatur vier altenglische religiöse Gedichte zugeschrieben werden. Er verfasste unter anderem eine Lebensbeschreibung des Heiligen Guthlac in Versen.

## Werke
Eines dieser Gedichte, der Christ, greift in seinen Abschnitten 1 bis 6 sowie 8 und 9 VIII die adventlichen O-Antiphonen auf. Während die Anrufungen „O Sapientia“, „O Adonai“ und „O Radix Jesse“ im Christ fehlen, sind die restlichen der ursprünglich zwölf Invokationen erhalten. Zwei Zeilen aus dem 4. Abschnitt des Christ wurden für den englischen Schriftsteller J. R. R. Tolkien zu Beginn des 20. Jahrhunderts zum Auslöser für die Entwicklung seiner Mythologie von Mittelerde.
Die Gedichte in moderner englischer Übersetzung von Charles W. Kennedy auf den Seiten der York University in Toronto, Kanada:
- Christ. (online, PDF-Datei; 111 kB)
- Juliana. (online, PDF-Datei; 74 kB)
- The Fates of the Apostles. (online, PDF-Datei; 48 kB)
- Elene. (online, PDF-Datei; 100 kB)